# Mabel's New Hero

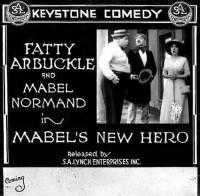
Anunci de la pel·lícula

Mabel's New Hero és un curtmetratge mut de la Keystone dirigit per Mack Sennett i interpretat per Mabel Normand, Fatty Arbuckle i els Keystone Cops entre d'altres. Es va estrenar el 28 d'agost de 1913.

## Argument
Mabel i els seus amics van a la platja. Mentre elles s'estan canviant Fatty descobreix a per “Handsome” espiant la silueta de Mabel a la finestra de la caseta. Harry. Fatty intervé però Harrry no marxa sinó que es queda molestant les altres noies. Acaben barallant-se provocant l'arribada de dels Keystone Cops. Més tard, Harry aprofita que Mabel es troba dins un globus aerostàtic per alliberar la corda que el manté a terra. Sortosament pot salvar-se baixant per una corda gràcies a l'ajuda de Fatty i els Keystone Cops.

## Repartiment
- Mabel Normand (Mabel)
- Roscoe 'Fatty' Arbuckle (Fatty)
- Charles Inslee (Harry)
- Virginia Kirtley (amiga de Mabel)
- Charles Avery (Keystone Cop)
- Edgar Kennedy (Keystone Cop)
- Hank Mann (Keystone Cop)
- Nick Cogley